# Lovitura de stat din Maldive din 1988
Lovitura de stat din Maldive din 1988 a fost încercarea unui grup de locuitori din Maldive condus de Abdullah Luthufi și ajutat de mercenari înarmați ai unei organizații secesioniste tamile din Sri Lanka, Organizația pentru Eliberarea Poporului din Tamil Eelam (OEPTE), să răstoarne guvernul Republicii Maldive. Lovitura de stat a eșuat după ce serviciul de securitate națională din Maldive i-a eliminat pe liderii teroriști ai OEPTE. Grupul terorist a deturnat un cargobot maldivian numit MV Progresslight și a pornit spre Sri Lanka. După ce teroriștii au scăpat, armata indiană a fost chemată în ajutor și aceasta a intervenit, operațiunea fiind numită operațiunea Cactus. Cargobotul a fost capturat, ostaticii recuperați și mercenarii au fost arestați.

## Preludiu
În timp ce tentativele de lovitură de stat din 1980 și 1983 împotriva președinției lui Maumoon Abdul Gayoom nu au fost considerate prea importante, a treia tentativă de lovitură de stat din noiembrie 1988 a alarmat comunitatea internațională. Aproximativ 80 de mercenari OEPTE înarmați  au ajuns în capitala Malé înainte de zori la bordul șalupelor. Deghizați în vizitatori, un număr similar de oameni se infiltrase anterior în Malé. Mercenarii au câștigat rapid controlul asupra capitalei, inclusiv asuprea clădirilor guvernamentale importante: aeroportul, portul, televiziunea și posturile de radio. Cu toate acestea, nu au reușit să-l captureze pe președintele Gayoom, care a fugit din casă în casă și a solicitat intervenția militară a Indiei, Statelor Unite și a Regatului Unit. Guvernul indian a trimis imediat 1.600 de militari pe calea aerului pentru a restabili ordinea în Malé.

## Operațiunea Cactus
Potrivit lui Rejaul Karim Laskar, un expert al politicii externe indiene, intervenția Indiei în tentativa de lovitură de stat a devenit necesară, deoarece în absența intervenției indiene, puterile externe ar fi fost tentate să intervină sau chiar să stabilească baze în Maldive care se află în apropierea Indiei, ceea ce ar fi fost în detrimentul interesului național al Indiei. Prin urmare, India a intervenit cu „Operațiunea Cactus”.
Operațiunea a început în noaptea de 3 noiembrie 1988, când aeronavele Iliușin Il-76 ale Forțelor Aeriene Indiene au transportat pe care aeriană membri ai celei de-a 50-a Brigăzi Independente de Parașutiști, comandate de Brig Farukh Bulsara, ai celui de-al 6-lea Batalion al Regimentului de Parașutiști, și al celui de-al 17-lea Regiment al Agra Air Force pe care i-a transportat non-stop peste 2.000 de kilometri pe Aeroportul Internațional Malé de pe insula Hulhule. Parașutiștii armatei indiene au ajuns pe Hulhule la nouă ore după apelul președintelui Gayoom.
Parașutiștii indieni au securizat rapid aerodromul, au traversat Malé folosind bărci confiscate și l-au salvat pe președintele Gayoom. Parașutiștii au restabilit controlul guvernului președintelui Gayoom în câteva ore. Unii dintre mercenari s-au refugiat spre Sri Lanka într-un cargobot deturnat. Cei care nu au reușit să ajungă la navă la timp au fost înconjurați rapid și predați guvernului din Maldive. Nouăsprezece persoane au murit în timpul luptelor, majoritatea dintre ei fiind mercenari. Între aceștia s-au aflat și doi ostatici uciși de către mercenari. Fregatele indiene Godavari și Betwa au interceptat cargobotul mercenarilor lângă coasta srilankeză și i-au capturat pe aceștia. Operațiunea rapidă a militarilor și informațiile precise oferite de serviciile de informații au oprit cu succes tentativa de lovitură de stat.
India a primit elogii internaționale pentru operațiune. Președintele Statelor Unite Ronald Reagan și-a exprimat aprecierea pentru acțiunea Indiei, numind-o „o contribuție valoroasă la stabilitatea regională”. Premierul britanic Margaret Thatcher a comentat: „Mulțumesc Domnului pentru India: guvernul președintelui Gayoom a fost salvat”. Cu toate acestea, intervenția a provocat o anumită neliniște între vecinii Indiei din Asia de Sud.

## Urmări
În iulie 1989, India a repatriat mercenarii capturați la bordul cargobotului deturnat în Maldive pentru a fi judecați. La presiunea Indiei, Președintele Gayoom a comutat pedepsele cu moartea pronunțate împotriva lor în pedepse cu închisoare pe viață.
Lovitura de stat din 1988 a fost condusă de un om de afaceri maldivian, numit Abdullah Luthufi, care avea o fermă în Sri Lanka. Fostul președinte din Maldive, Ibrahim Nasir, a fost acuzat pentru această tentativă, dar a negat orice implicare. De fapt, în iulie 1990, președintele Gayoom l-a grațiat oficial pe Nasir in absentia, recunoscând rolul său în obținerea independenței insulelor Maldive.
Operațiunea a consolidat, de asemenea, relațiile indiano-maldiviene ca urmare a reinstaurării cu succes a guvernului Gayoom.